# Stecknitz-Delvenau-Niederung
Die Stecknitz-Delvenau-Niederung ist ein Naturschutzgebiet in den schleswig-holsteinischen Gemeinden Büchen, Bröthen, Witzeeze, Dalldorf und Lanze im Kreis Herzogtum Lauenburg.

## Allgemeines
Das rund 617 Hektar große Naturschutzgebiet ist unter der Nummer 189 in das Verzeichnis der Naturschutzgebiete des Ministeriums für Landwirtschaft, Umwelt und ländliche Räume eingetragen. Es wurde 2002 ausgewiesen. Zuständige untere Naturschutzbehörde ist der Kreis Herzogtum Lauenburg.
Das Naturschutzgebiet erstreckt sich auf die Niederung der Delvenau zwischen Büchen und Lauenburg/Elbe. Es stellt die Niederung und angrenzende Flächen unter Schutz. Der rund 15 Kilometer lange Flusslauf der Delvenau einschließlich eines rund 10 Meter breiten Randstreifens am Westufer bildet gleichzeitig das 63 Hektar große FFH-Gebiet „Stecknitz-Delvenau“. Im Osten grenzt das Naturschutzgebiet größtenteils an das Naturschutzgebiet „Stecknitz-Delvenau“ auf dem Gebiet Mecklenburg-Vorpommerns, das deckungsgleich mit dem gleichnamigen FFH-Gebiet ist. Östlich von Basedow grenzt es an das Naturschutzgebiet „Ehemalige Baggergrube östlich Basedow“, an der Elbe an die Naturschutzgebiete „Lauenburger Elbvorland“ und „Elbhang Vierwald“. Das Naturschutzgebiet ist Teil des Grünen Bandes. Der nördliche Bereich des Schutzgebietes liegt innerhalb des Naturparks Lauenburgische Seen. Streckenweise grenzt das Naturschutzgebiet im Westen an den Elbe-Lübeck-Kanal. Mehrere südlich von Büchen liegende Kiesseen am Ostufer des Kanals sind nicht in das Naturschutzgebiet einbezogen.

## Beschreibung
Das Gebiet wird von einem zum Ende der letzten Eiszeit entstandenen breiten Talzug als Teil einer historischen Kulturlandschaft geprägt, der von dem gefällarmen und naturnah mäandrierenden Unterlauf der Delvenau durchflossen wird. Sie wird vielfach von Grünland, teilweise auch von Ackerflächen begleitet. Daneben finden sich Röhricht- und Sukzessionsflächen, Hochstaudenfluren und Trockenrasen, stellenweise sind auch kleine Waldflächen zu finden. In der Niederung sind Reste eines im Mittelalter für den Salztransport zwischen Lüneburg und Lübeck angelegten Kanalsystems erhalten.
Das Naturschutzgebiet bietet einer Vielzahl von Tieren und Pflanzen einen Lebensraum. So kommen hier rund 170 Schmetterlings- und 20 Libellenarten vor. Neuntöter, Wachtelkönig, Bekassine, Braunkehlchen und Eisvogel können als Brutvögel nachgewiesen werden. Als Nahrungsgäste sind u. a. Weißstorch, Kranich und Rohrweihe sowie Fisch- und Seeadler zu beobachten. Der Flusslauf der Delvenau ist u. a. Lebensraum für den Fischotter sowie Steinbeißer und Schlammpeitzger.
Das Gebiet wird bei Büchen, Dalldorf und Lauenburg von Straßen gequert. Bei Büchen verläuft die Berlin-Hamburger Bahn durch das Schutzgebiet. Zwischen Büchen-Dorf und Witzeeze verläuft ein Wanderweg durch, südlich von Dalldorf am Westrand des Naturschutzgebietes.
Die Flächen in Naturschutzgebiet sind teilweise private Nutzflächen. Diese werden unter Berücksichtigung des Schutzzweckes weiter bewirtschaftet. Weitere Flächen wurden vom Kreis Herzogtum Lauenburg und der Stiftung Naturschutz Schleswig-Holstein aufgekauft und aus der Nutzung genommen bzw. nur noch eingeschränkt bewirtschaftet. Das Naturschutzgebiet wird vom Landesverband Schleswig-Holstein des Bund für Umwelt und Naturschutz Deutschland sowie dem Naturschutzbund Deutschland, dem Botanischen Verein zu Hamburg, dem Sport- und Angelverein Büchen und dem Heimatbund und Geschichtsverein Geesthacht betreut.